# 天主教巴拿馬城總教區
天主教巴拿馬城總教區（拉丁語：Arcidioecesis Panamensis）是巴拿馬一個羅馬天主教教省總教區，下轄五個教區和一個自治監督區。
教區成立於1513年8月28日，時屬西維爾總教區，是美洲大陸第一個天主教教區。1925年11月29日升為總教區，直屬聖座。1955年3月6日升為教省總教區。2019年將會在此總教區舉行世界青年日。
總教區包括巴拿馬省和西巴拿馬省，2004年有教友633,705人，佔轄區總人口90.0%。教區下轄八十八個堂區，有197名司鐸。現任總主教為若瑟·道明·乌罗亚-门迪塔，榮休總主教為若瑟·狄司馬·塞德尼奧-德爾加多，榮休輔理主教為烏里亞·阿斯萊和保祿·瓦莱拉-塞尔维。